# Lixhe
Lixhe (en néerlandais Lieze, en wallon Lixhe) est une section de la ville belge de Visé située en Région wallonne dans la province de Liège.
C'était une commune à part entière avant la fusion des communes de 1977.
Lixhe est composée de trois hameaux ou quartiers : Lixhe, Loën et Nivelle.

## Géographie
Lixhe a la particularité d'être située entre le Canal Albert et la Meuse, juste au sud de la frontière avec les Pays-Bas.
Lixhe est également située à quelques kilomètres à l'ouest de la frontière allemande.

## Évolution démographique
- Sources : INS, Rem. : 1831 jusqu'en 1970 = recensements, 1976 = nombre d'habitants au 31 décembre.

## Histoire

### Les deux guerres mondiales
Le 7 août 1914, le 90e Régiment d'Infanterie de l'armée impériale allemande tua 11 civils et détruisit 11 maisons, lors des atrocités allemandes, commises au début de l'invasion.
C'est à Lixhe que se trouve le premier des 90 postes d'alerte de la frontière est de la Belgique, construits afin de prévenir de l'invasion du pays par l'Allemagne nazie. Le poste de Lixhe porte le numéro « PA 0 », le dernier, le « PA 90 », se situant à Athus, en province de Luxembourg.

## Patrimoine et culture

### Patrimoine architectural et sites
- L'église Saint-Lambert, remarquable par sa tour massive et ses fonts baptismaux d'époque romane.
- Le manoir datant du XVIIIe siècle.
- Le barrage de Lixhe, doté d'une centrale hydro-électrique,
- Le Canal Albert.

## Galerie

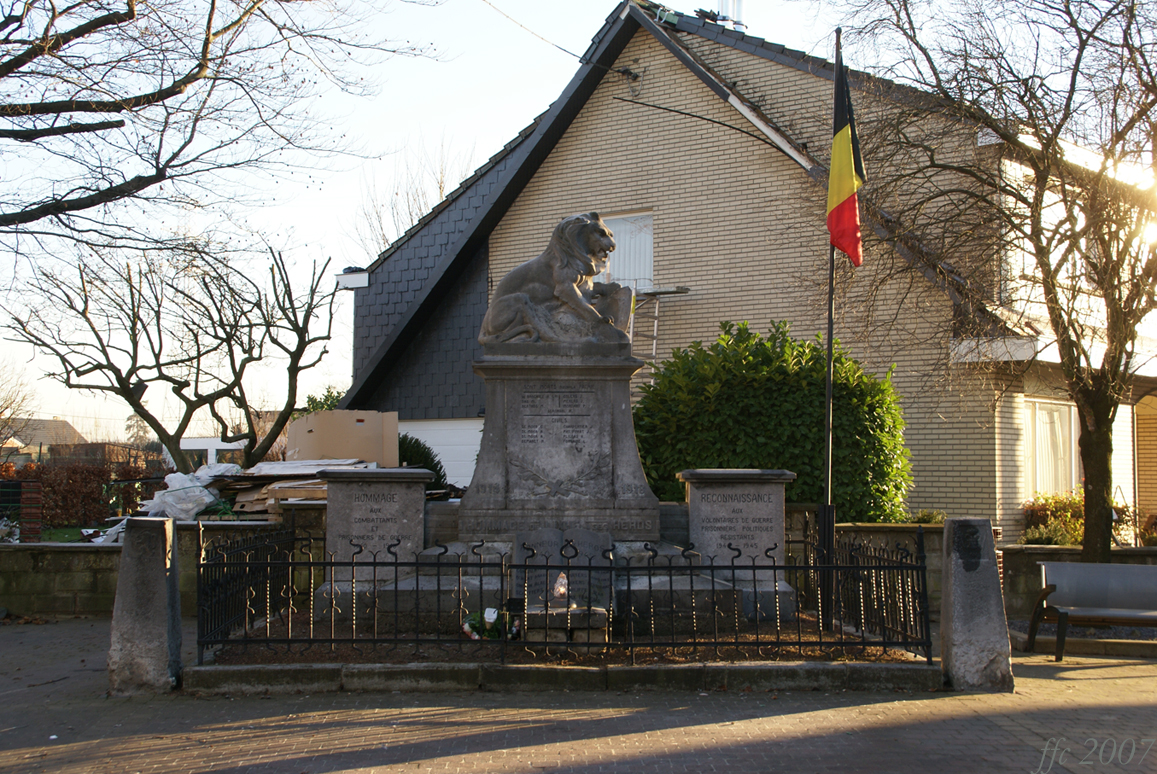
Le monument aux morts.
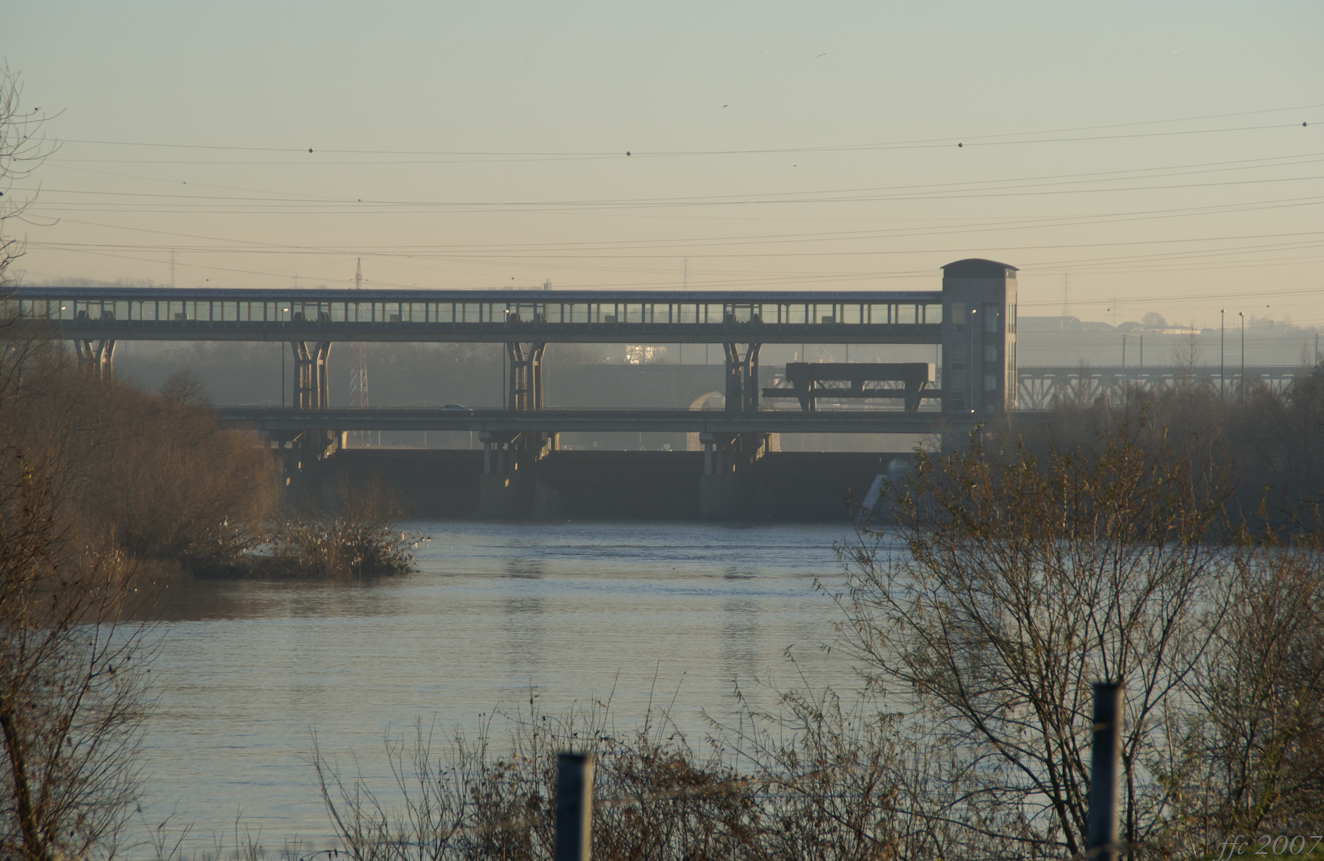
Le barrage et la centrale hydro-électrique de Lixhe, sur la Meuse.

## Économie
Le village abrite des cimenteries exploitant la craie depuis plus d'un siècle, et notamment celle du groupe allemand HeidelbergCement.